# Noel Brodrick
Pour les articles homonymes, voir Brodrick.
Thomas Noel Brodrick, né le 25 décembre 1855 à Islington et mort le 12 juillet 1931 à Martinborough, est un arpenteur.

## Biographie
Thomas Noel Brodrick naît le 25 décembre 1855 à Islington, de Mary Anne Potts et de son mari, Thomas Brodrick, courtier en valeurs mobilières. Il arrive en Nouvelle-Zélande avec sa famille à bord du Nimroud en 1860. Après s'être installée à Auckland, la famille Brodrick déménage à Invercargill en 1864. Noel Brodrick reçoit une éducation privée et, après avoir essayé de faire carrière dans le commerce, il est nommé cadet géomètre par J. H. Baker, inspecteur des levés pour le Southland.
Diplômé en 1877, Noel Brodrick devient l'assistant de Baker, qui est nommé géomètre en chef de Canterbury dans le nouveau département des levés post-provinciaux. Le premier travail de terrain de Brodrick à Canterbury consiste à redéfinir les anciennes concessions et les anciens titres sur la péninsule de Banks. Le 30 mars 1881, il épouse à Akaroa Helen Aylmer, avec qui il a quatre enfants. Jusqu'en 1887, il continue de mener des enquêtes sur la colonisation dans les plaines de Canterbury et des travaux topographiques dans les Alpes du Sud.
Thomas Brodrick est devenu géomètre du district de South Canterbury en avril 1888, avec un siège à Timaru. Le travail qu'il accomplit au cours des cinq années suivantes constitue un héritage durable pour les générations futures d'alpinistes néo-zélandais. Dans un premier temps, il est chargé de relever les limites montagneuses de nombreuses pistes pastorales, dont les baux fonciers de la Couronne arrivent à expiration à cette époque. Cela nécessité un relevé topographique complet et une triangulation de la majeure partie du versant oriental des Alpes, de la rivière Rangitata au nord jusqu'à la rivière Hunter au sud. Noel Brodrick réussi à calculer avec précision les hauteurs de la plupart des grands sommets en utilisant des méthodes développées par les Britanniques en Inde, même si la précision est aussi le résultat de son attention minutieuse aux détails. Il baptise un sommet situé à l'extrémité du glacier Tasman, le mont Aylmer, du nom de la famille de sa femme, et un petit affluent du glacier Mueller, du nom de sa fille aînée, Metelille.
Au cours de cette période, Noel Brodrick réalise une étude pionnière des grands glaciers afin de déterminer leurs caractéristiques d'écoulement. Cette étude attire l'attention des spécialistes européens des glaciers. En 1890, accompagné d'un cadet géomètre et d'un chien, il effectue une première traversée difficile d'un col, qui portera par la suite son nom, au-dessus de la ligne de partage des eaux entre le lac Ohau et le lac Paringa. Le nom de Brodrick est également donné à un sommet situé sur la ligne de partage des eaux des Alpes.
Entre 1889 et 1903, il entreprend des études routières et de colonisation dans le district foncier de Canterbury. En tant que géomètre du district, il supervise l'amélioration de la route de l'Hermitage, la construction de pistes et de ponts pour faciliter l'accès aux glaciers, et l'édification des cabanes Ball et Malte Brun sur le glacier Tasman. Pendant un certain temps, le refuge Malte Brun est appelé Brodrick's hut. Tous ces travaux contribuent à promouvoir la région du mont Cook en tant qu'attraction touristique.
En 1904, Noel Brodrick prend en charge l'achat et la subdivision du domaine de Flaxbourne, à Marlborough, dans le cadre de la législation sur la colonisation des terres du gouvernement libéral. Il est rapidement convaincu de l'inefficacité des procédures d'achat obligatoire, car les propriétaires de Flaxbourne contestent la valeur de la propriété et font valoir leur droit à conserver des zones dans le cadre de longues procédures judiciaires. Plus tard, il sera un fervent partisan de la politique de W. F. Massey, qui permet aux détenteurs de baux de la Couronne d'accéder à la propriété après une période d'occupation.
En juillet 1906, Noel Brodrick est promu et transféré à Gisborne en tant qu'agent foncier pour Poverty Bay et arpenteur de district. Il est notamment membre du Tairawhiti District Maori Land Board. Il gravit rapidement les échelons administratifs, étant nommé successivement commissaire aux terres de la Couronne et géomètre en chef pour les districts fonciers de Hawke's Bay (1909), Canterbury (1910) et Wellington (1912). En 1915, il est nommé sous-secrétaire du Lands and Survey Department, bien qu'il craint que le Premier ministre et ministre des Terres, W. F. Massey, ne bloque sa nomination en faveur de H. M. Skeet, un habitant d'Auckland.
Dès sa promotion, Noel Brodrick est immédiatement impliqué dans les plans du gouvernement national de la guerre visant à fournir des terres pour l'installation des soldats démobilisés de la Première Guerre mondiale. Cela s'avère être son plus grand défi professionnel. Massey étant absent à l'étranger pendant de longues périodes durant la guerre, c'est à Brodrick qu'il incombe de préparer le retour des soldats. Cependant, la planification et l'exécution du programme d'indemnisation se heurtent à de nombreux problèmes. Brodrick doit travailler avec un personnel réduit au moment même où les tâches de son département sont considérablement accrues. En raison de la pénurie de réserves foncières viables de la Couronne, Brodrick est contraint, sous la pression de l'opinion publique, d'obtenir des terres pour le plan de colonisation sur le marché libre et inconstant. Opposé à l'achat obligatoire de terres, il est contraint de suivre une politique d'achat de terres conservatrice, au grand dam des soldats de retour au pays et de la fraternité des propriétaires terriens. Le folklore néo-zélandais et les historiens professionnels n'ont pas gardé un souvenir impérissable de ses efforts pour récompenser les défenseurs de la nation.
Bien qu'il ait été vigoureux dans sa jeunesse, la santé de Noel Brodrick décline sous la pression des difficultés administratives liées à l'installation des soldats, ainsi que des soucis familiaux. Ses deux fils servent dans les forces armées néo-zélandaises pendant la guerre et sont tous deux blessés. En 1919, on diagnostique chez Noel Brodrick un diabète, une maladie qui le tourmente jusqu'à la fin de sa vie et qui contribue à sa mort. Ses problèmes de santé ne l'empêchent cependant pas d'apprécier les longues promenades, qui le réconfortent pendant les journées stressantes de son mandat de sous-secrétaire. Le matin, il se rend au travail depuis sa résidence de Kelburn jusqu'aux bâtiments du gouvernement, parfois en compagnie de Massey.
Outre ses fonctions au siège, Noel Brodrick siège au State Advances Board, au Air Board, au Workers' Dwellings Board, au Surveyors' Board et au Board of Land Purchase Commissioners. En cette dernière qualité, il parcourt le pays pour inspecter les propriétés proposées à la Couronne pour l'installation des soldats. Pendant une période en 1920, il assume également les responsabilités d'arpenteur général. Bien qu'il ait souhaité prendre sa retraite en 1919, la loyauté de Brodrick envers le ministère le retient jusqu'au début de l'année 1922. En reconnaissance de ses longs états de service et en particulier de son travail sur l'installation des soldats, il est nommé OBE en 1919 et Companion de l'Ordre du service impérial en 1920.
Noel Brodrick est l'un des 28 premiers membres du New Zealand Alpine Club, fondé en 1891, avec lequel il entretient des liens étroits tout au long de sa vie. Ses connaissances pratiques auraient fait de lui un partenaire d'escalade précieux, bien qu'il n'ait pas exprimé le désir de participer à l'escalade de loisir. En 1892, Brodrick devient, avec d'autres géomètres renommés, membre fondateur de la Société polynésienne. Il contribue par la suite à une discussion dans le journal de la société sur les techniques de construction des canoës Maori.
À la retraite, sa femme et lui connaissent des périodes de mauvaise santé. Ils vivent à Christchurch, mais passent beaucoup de temps à Hanmer Springs pour préserver la santé d'Helen. Là, elle meurt le 5 janvier 1930. Thomas Noel Brodrick meurt le 12 juillet 1931 à Martinborough après s'être effondré dans la ferme de son fils à Tuturumuri. Il est inhumé au cimetière de Bromley, à Christchurch.